# Tragus koelerioides
Tragus koelerioides là một loài thực vật có hoa trong họ Hòa thảo. Loài này được Asch. miêu tả khoa học đầu tiên năm 1878.